# 山梨県道42号韮崎南アルプス富士川線
山梨県道42号韮崎南アルプス富士川線（やまなしけんどう42ごう にらさきみなみアルプスふじかわせん）は、山梨県韮崎市本町三丁目から同県南巨摩郡富士川町鰍沢に至る主要地方道（県道）である。

## 概要
富士川街道と称される一般国道52号の山梨県区間のうち、バイパス道路として建設された甲西道路の開通によって旧道となった区間を国土交通省管理の一般国道から山梨県管理の主要県道として2016年（平成28年）4月1日に移管された道路である。
2016年（平成28年）に山梨県が新規認定した本路線に対しては1994年（平成6年）4月1日以来22年ぶりに新設の主要地方道として管理しているが、本来の主要地方道は「道路法第五十六条の規定に基づく主要な都道府県道及び市道」として建設省が告示した指定路線を指し、1993年（平成5年）5月を最後に国土交通省となってから新規路線の指定はされていない。

### 路線データ
- 起点 : 山梨県韮崎市本町三丁目4215番20地先（一般国道20号・一般国道141号船山橋北詰交差点）
- 終点 : 山梨県南巨摩郡富士川町鰍沢字風早3359番内1地先（一般国道52号甲西道路交点）
- 重要な経過地 : なし
- 路線延長 : 18.952 km[6]

## 歴史
- 2016年（平成28年）1月14日 - 路線認定。[7]。
- 2016年（平成28年）4月1日 - 一般国道52号甲西道路に並行する一般国道52号富士川街道を移管[8]。

## 路線状況

### 重複区間
- 山梨県道12号韮崎南アルプス中央線（南アルプス市小笠原 地内）

## 地理

### 通過する自治体
- 山梨県
  - 韮崎市 - 南アルプス市 - 南巨摩郡富士川町

### 交差する道路
- 国道20号・山梨県道6号甲府韮崎線（韮崎市本町・船山橋北詰交差点）
- 山梨県道613号甘利山公園線（韮崎市龍岡町若尾新田）
- 山梨県道607号北原下条南割線（韮崎市龍岡町下條南割・下条南割交差点）
- 山梨県道20号甲斐早川線（南アルプス市六科・六科交差点）
- 山梨県道107号飯野新田白根線（南アルプス市飯野・飯野交差点）
- 山梨県道39号今諏訪北村線（南アルプス市在家塚・在家塚交差点）
- 山梨県道12号韮崎南アルプス中央線（南アルプス市小笠原）
- 山梨県道5号甲府南アルプス線・山梨県道12号韮崎南アルプス中央線（南アルプス市小笠原・小笠原橋北詰交差点）
- 山梨県道108号県民の森公園線（南アルプス市小笠原・下町交差点）
- 山梨県道105号一軒茶屋荊沢線（南アルプス市古市場・古市場交差点）
- 山梨県道26号富士川南アルプス線（南巨摩郡富士川町長澤）
- 山梨県道413号平林青柳線（南巨摩郡富士川町青柳町・青柳2丁目交差点）
- 山梨県道420号高下鰍沢線（南巨摩郡富士川町鰍沢）
- 山梨県道4号市川三郷富士川線（南巨摩郡富士川町鰍沢・富士橋西交差点）
- 国道52号（南巨摩郡富士川町鰍沢、終点）

### 沿線
- 富士川町役場鰍沢分庁舎